# Бен Цви, Александр
Александр Бен Цви (род. 5 декабря 1956, Черновцы, Украинская ССР, СССР) — израильский дипломат, бывший чрезвычайный и полномочный Посол Государства Израиль в Российской Федерации (ноябрь 2020 — декабрь 2023).

## Биография
Родился в УССР, в городе Черновцы. В СССР у него была фамилия Файнбойм. Его отец был участником Великой Отечественной войны, в Сталинградской битве получил тяжёлое ранение. Его мать во время войны была в эвакуации в Поволжье, где работала в совхозе.
Язык идиш знает с детства, так как его родители дома говорили только на этом языке. В 1971 году семья Бен Цви эмигрировала в Израиль, где первое время жили в городе Нахария.
Во время службы в израильской армии взял фамилию Бен Цви. Параллельно со службой учился на экономическом факультете Хайфского университета. Однако потом решил перейти учиться на факультет международных отношений в Иерусалимский университет, где получил степень бакалавра международных отношений и славяноведения.
Затем получил степень магистра национальной безопасности, колледж национальной безопасности, Буэнос-Айрес, Аргентина. Также имеет докторскую степень по философии. Исследования в области международных отношений, Университет Данубиуса, Словакия.
Свободно владеет ивритом, английским, испанским, русским, польским, идишем и словацким.

### Карьера дипломата
В 1983 году поступил на службу в Министерство иностранных дел. В 1985 году окончил курсы кадетов. С 1985 по 1986 год работал вторым секретарём восточноевропейского отдела МИД Израиля.
Представлял Израиль на различных дипломатических должностях в Польше, Перу, Аргентине, Коста-Рике, Никарагуа, Панаме и Словакии.
В 1991—1992 годах работал первым секретарём Департамента Советского Союза МИД Израиля. В 1992—1995 годах — заместитель главы дипломатической миссии, Советник посольства Государства Израиль в Москве.
В ноябре 2020 года назначен чрезвычайным и полномочным послом Государства Израиль в Российской Федерации.

### Прочее
- 1986: Член израильской делегации по установлению дипломатических отношений с Советским Союзом
- 2001: Глава израильской делегации по оказанию помощи жертвам крупного землетрясения в Сальвадоре
- 2001—2009: Координатор и приглашённый лектор в Дипломатических академиях странах Латинской Америки
- 2006—2008: Заместитель председателя профсоюза дипломатических работников Министерства иностранных дел Российской Федерации
- 2007—2010: Член группы по кризисному управлению, Министерство иностранных дел, Иерусалим

## Семья
Женат, имеет 4 детей: двое сыновей и две дочери. Четверо внуков.

## Награды
- 1993 — Премия «Дипломат года» от Генерального директора МИД Израиля.
- 1984 — Литературная премия им. Должанской за перевод русской литературы на иврит.